# Baronia de Kalàvrita
La Baronia de Kalàvrita fou un feu medieval franc del Principat d'Acaia, situat a la península del Peloponès a Grècia, i amb capital a la ciutat de Kalàvrita (en grec: Καλάβρυτα; francès: La Colo[u]vrate) .

## Història

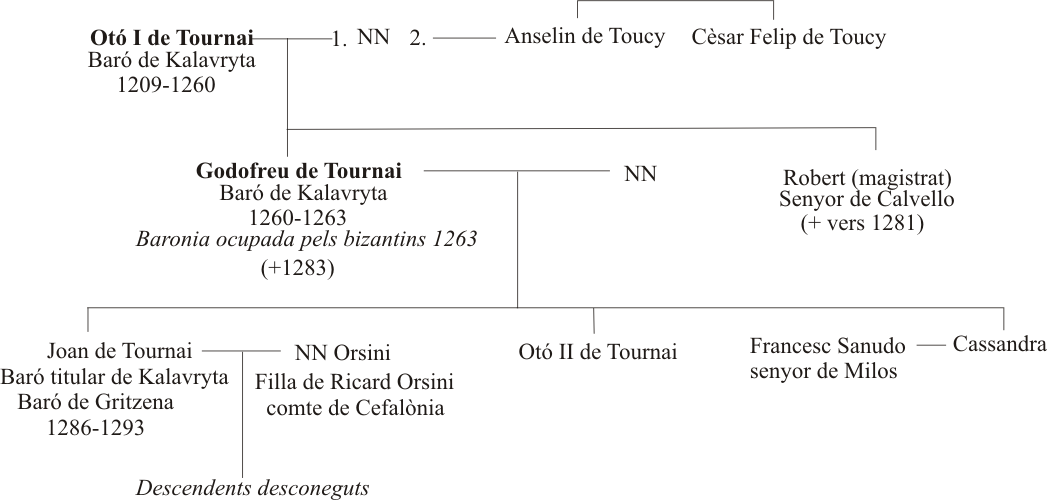
Genealogia dels barons de Kalàvrita, després de Grítzena

La Baronia de Kalàvrita fou establerta al voltant de 1209, després de la conquesta del Peloponès pels croats, i va ser una de les dotze baronies originals dins del Principat d'Acaia. La  Crònica de Morea  esmenta que la baronia, centrada en la ciutat muntanyosa de Kalàvrita, estava composta per dotze feus, amb Otó de Durnay (Hopf diu Otó de Tournay) com el primer baró. en la dècada de 1260, va ser succeït per Godofreu de Durnay (Tournay), que és registrat en data tan tardana com 1289. El 1292, els seus fills, Joan i Roger, són esmentats, però la família desapareix a partir de llavors. En aquell moment la baronia ja s'havia perdut davant els romans d'Orient de Mistra. Un document venecià de 1278 sembla indicar que Kalàvrita estava sota control grec ja en aquell any. Antoine Bon suggereix que va ser capturat durant els primers anys e la dècada de 1270, quan les ofensives gregues van trencar les defenses dels francs a l'Arcàdia, i no, com Karl Hopf suggereix, en el primer assalt de la ofensives gregues al voltant de 1264. Godofreu de Durnay sembla haver rebut com a compensació, la baronia de Grítzena, que estava vacant.
Se sap molt poc de l'extensió de la baronia o la seva història interna, excepte que els Premonstratencs s'havien establert allà.